# دهستان جرقویه وسطی
دهستان جرقویه وسطی، یکی از دهستان‌های بخش مرکزی شهرستان جرقویه در استان اصفهان ایران است. 

## جمعیت
براساس سرشماری عمومی نفوس و مسکن در سال ۱۳۹۵، جمعیت دهستان جرقویه وسطی برابر با ۶،۴۷۷ نفر بوده‌است.